# Lotus Exige
Lotus Exige — спортивний автомобіль британського автовиробника Lotus Cars, що був створений на базі моделі Lotus Elise. Модель випускали у трьох основних модифікаціях, кожна з яких мала декілька варіантів.

## Конструкція

### Модифікація S1 (2000—2001)

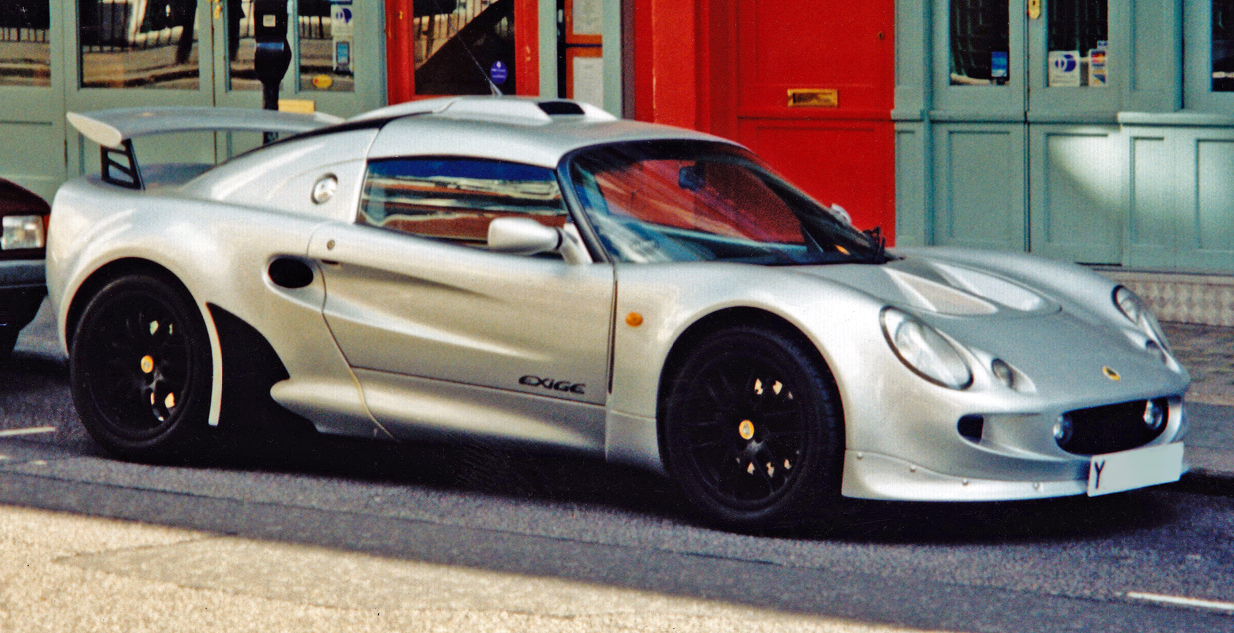
Lotus Exige. Серія 1

На моделі встановили 4-циліндровий атмосферний двигун Rover K* об'ємом 1796 см³ потужністю 179 к. с. (132 кВт) (195 к. с. (143 кВт для гоночної версії)) при 7800 об/хв, 5-ступеневу коробку передач. Модель розвивала швидкість 219 км/год, прискорення 0—100 км за 4,7 сек. Вага моделі становила 780 кг. Як опцію можна було встановити систему кондиціювання. Загалом виробили 601 екземпляр даної модифікації.

### Модифікація S2 (2004—2011)

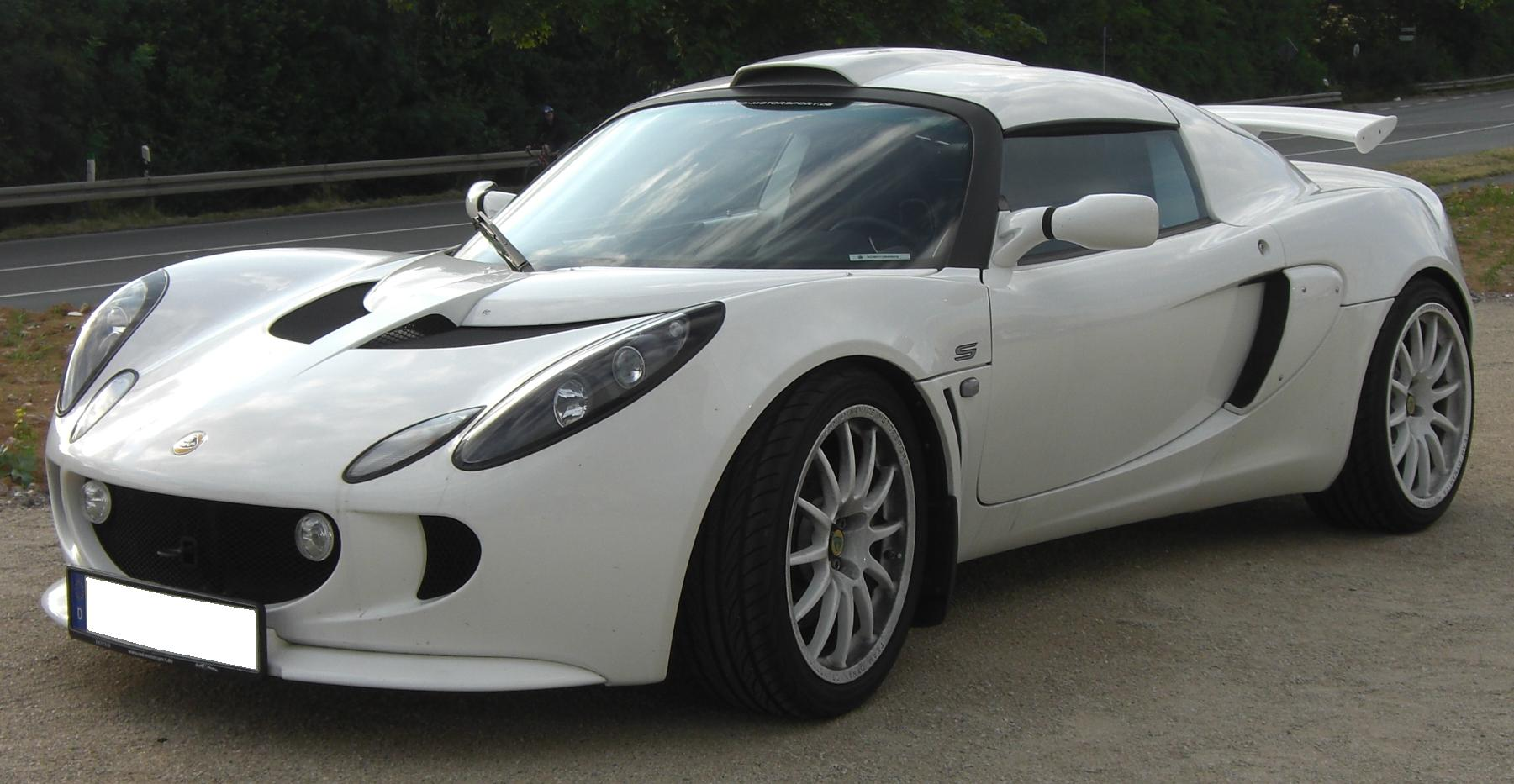
Lotus Exige. Серія 2

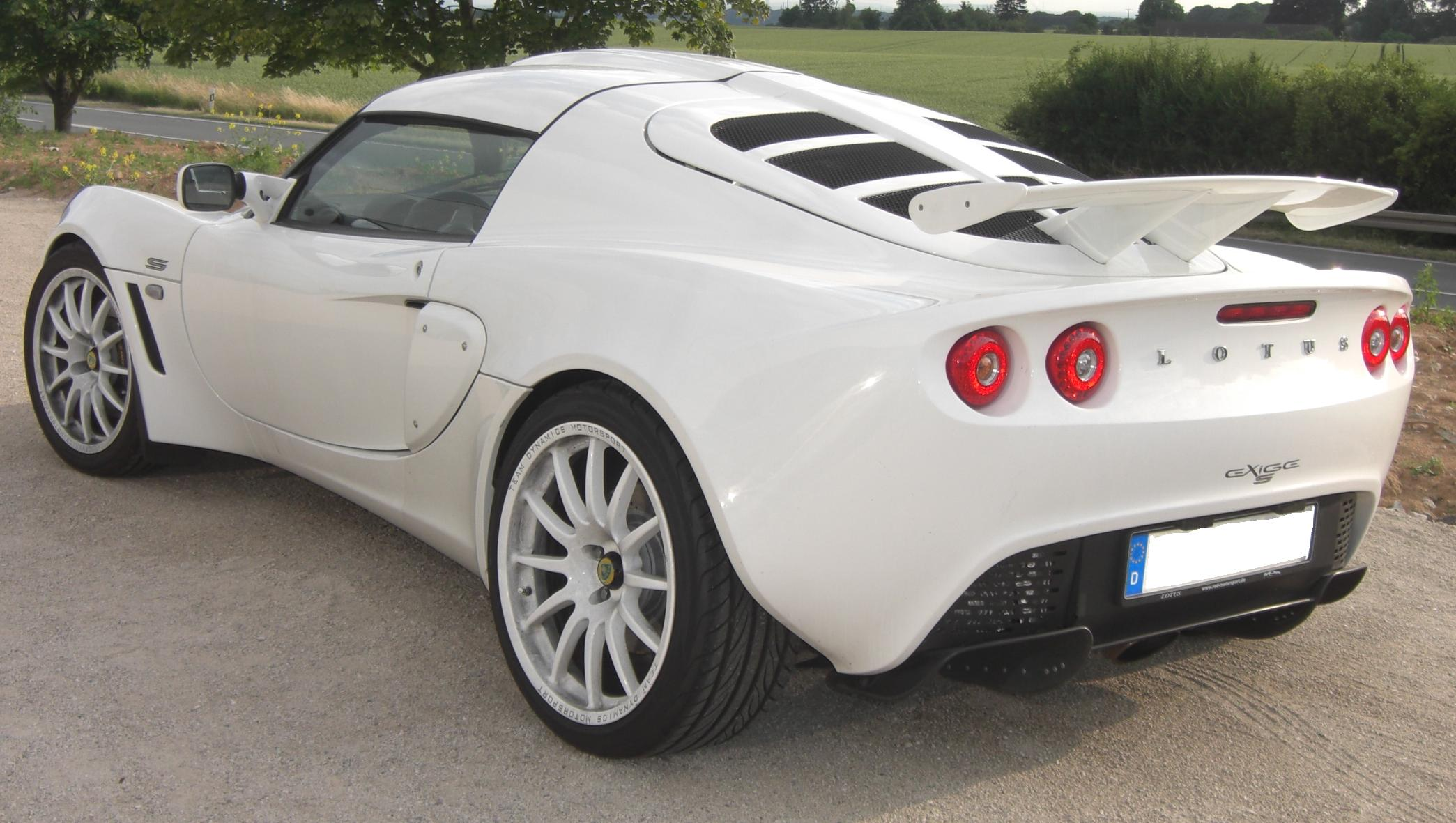
Lotus Exige. Серія 2. Задня частина

Як і у базовій модифікації Elise 111R, було використано мотор Toyota потужністю 192 к. с. (141 кВт) (до 2007), 6-ступеневу коробку передач, спеціальні шини 048R Yokohama. Авто можна було комплектувати кондиціонером, легкосплавними кованими дисками, кузовом із пластику, додаткові передні фари. Вага зросла до 875 кг.
Варіант Exige S отримав мотор із компресором потужністю 221 к. с. (163 кВт).
З 2008 потужність мотора збільшили до 176 кВт. завдяки компресору Magnuson/Eaton-M62, новим форсункам, збільшеному повітрозабірнику на даху, більшим вентильованим колісним гальмівним дискам. Швидкість сягала 250 км/год, прискорення 0—100 км 4,0 сек. У 2010 модифікували форму передніх і задніх крил.
- Lotus Exige 240R (2005)

Варіант із мотором Toyota VVTi, механічним нагнітачем, спеціальними колісними дисками, підвіска Öhlins*, додатковий масляний радіатор. Швидкість становила 250 км/год, прискорення 0—100 км менше 4 секунд, вага 930 кг. Збудували 50 авто для спортивних перегонів за 62 000 євро.
- Lotus Sport Exige (2005)

Варіант для перегонів із мотором V6 об'ємом 3,0 л, потужністю 298 кВт, 6-ступеневою коробкою передач, гальмівною системою AP Racing. Збудовано один екземпляр.
- Lotus Exige Cup і Cup 240 (2006)

Розроблено підрозділом Lotus Sport із 4-циліндровими моторами двох рівнів потужності. Exige Cup із мотором об'ємом 1,8 л, потужністю 140 кВт. Exige Cup 240 із 1,8-л мотором із компресором, проміжним охолодженням, потужністю 182 кВт при 8000 об/хв. 2006 авто були готові, але участі в перегонах не взяли.
Вони отримали спортивну вихлопну систему, поліпшені гальма, систему пожежогасіння, регульовану підвіску, раму безпеки Т45. Exige Cup розвиває швидкість 237 км/год, прискорення 0—100 км за 5,2 с, Exige Cup 240 відповідно 249 км/год, прискорення 4,5 с.

### Модифікація S3 (2012 -)

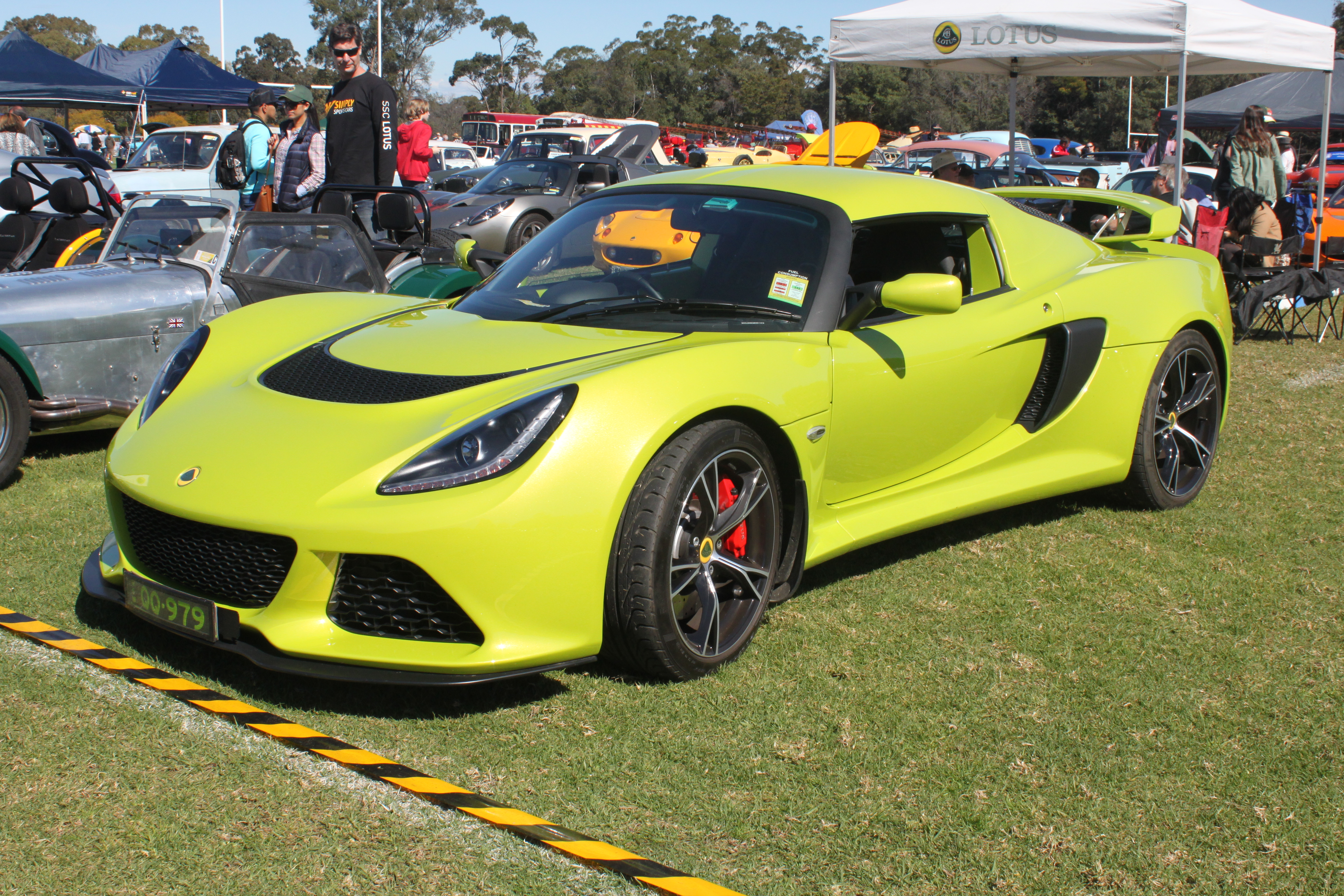
Lotus Exige. Серія 3

На Франкфуртському автосалоні 2011 презентували третю серію Lotus Exige, виробництво якого розпочали в 2012 році. Модифікація отримала поперечно встановлений 6-циліндрований мотор Toyota V6 із механічним нагнітачем із моделі Lotus Evora (350 к. с.), 6-ступеневу КП, збільшену на 70 мм колісну базу, колію (передня + 25 мм, задня + 38 мм), стабілізатором заднього мосту. Вага сягала 1176 км. Серійне виробництво супроводжувалося значними труднощами; замовники почали отримувати авто з початку 2013 року.
З 2013 року розпочали виготовлення Exige з кузовом родстер, відкидним верхом, заднім крилом, обмеження швидкості 233 км/год. Модель отримала систему динамічного керування (англ. Dynamic Performance Management (DPM)), що передбачала 4 режими — звичайний, туристичний, спортивний, перегонів. Швидкість сягала 274 км/год, прискорення 0—100 км — менше 4 секунд.
- Lotus Exige R-GT

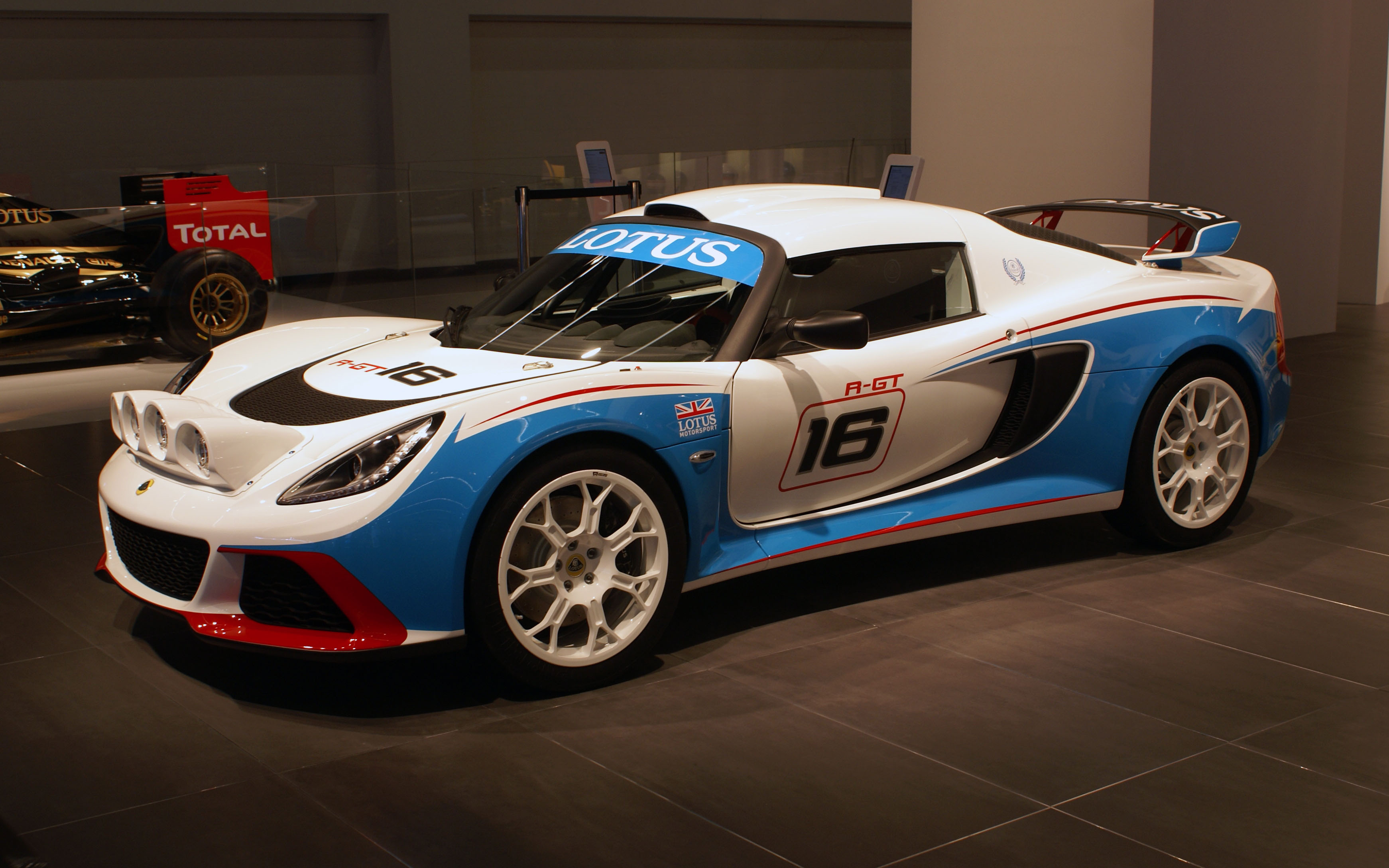
Lotus Exige R-GT

Модифікація призначалася для чемпіонату з ралі. У моторі V6 об'ємом 3,5 л, згідно з регламентом чемпіонату, потужність зменшили до 222 кВт, вагу авто — до 1200 кг. 6-ступенева коробка передач управляється з керма. Для розміщення мотора було збільшено колісну базу. Машина отримала обов'язковий набір обладнання безпеки для ралійних авто.

## Прототипи

### Lotus Exige 265E (2007)
Прототип розробили Lotus Engineering, бюро розвитку Lotus у ході дослідження використання альтернативного палива — біоетанолу. При вазі 930 кг він розвиває 260 км/год, 0—100 км за 3,88 с.
Було змінено аеродинаміку за рахунок плоского днища, переднього (108 мм над дорогою) і заднього спойлерів. Вдосконалена система гальмування включала спортивні гальмівні колодки, внутрішньо вентильовані колісні диски. У комплектацію входило два масляних радіатори, кондиціонер.

### Lotus Exige 270E TriFuel (2008)
На Женевському автосалоні 2008 презентували Exige 270E TriFuel із мотором, здатним працювати на суміші бензину й метанолу чи етанолу. При 8000 об/хв потужність мотора виносила 201 кВт.